# サンギャク

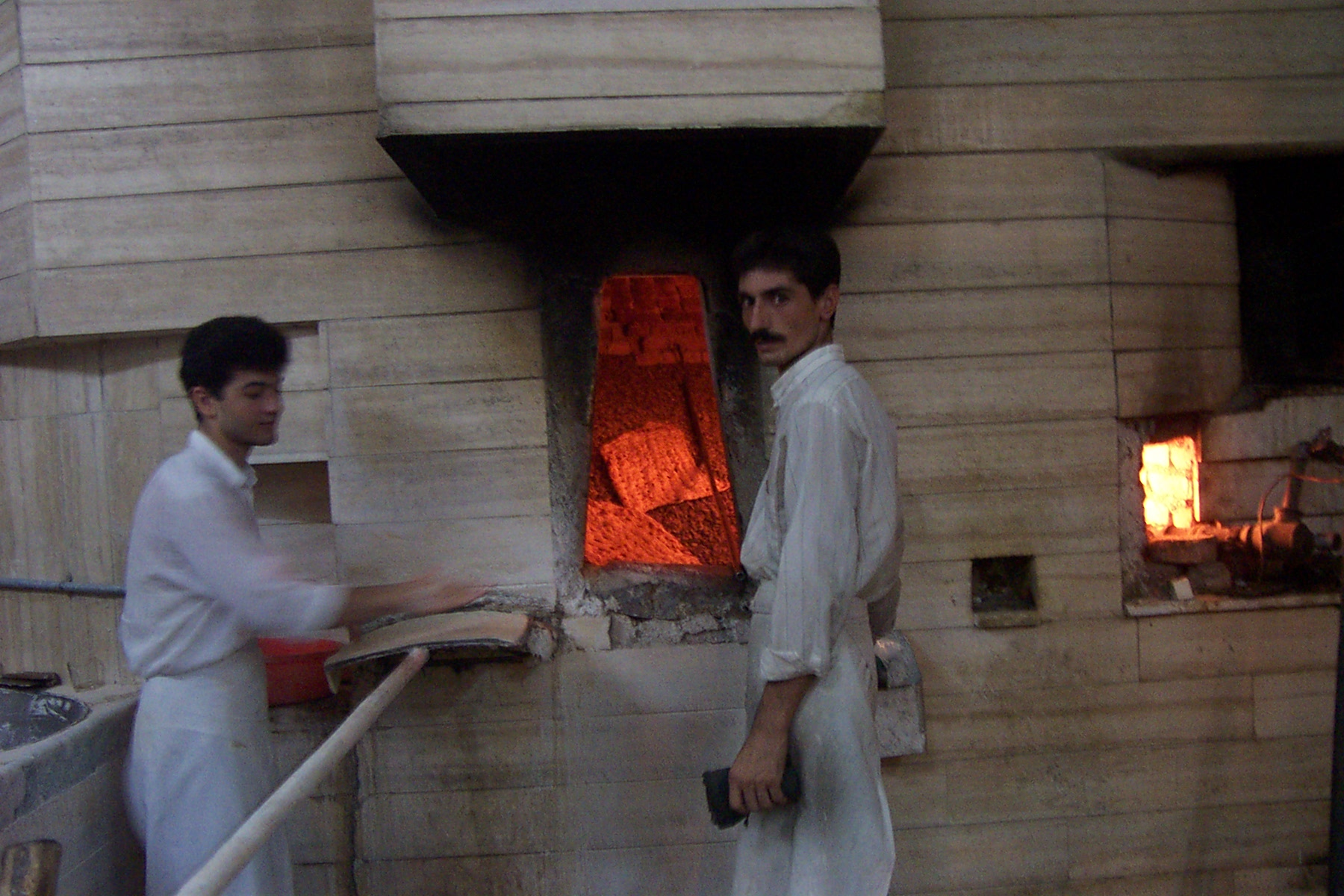
伝統的なパン窯でサンギャクを焼く二人のパン屋

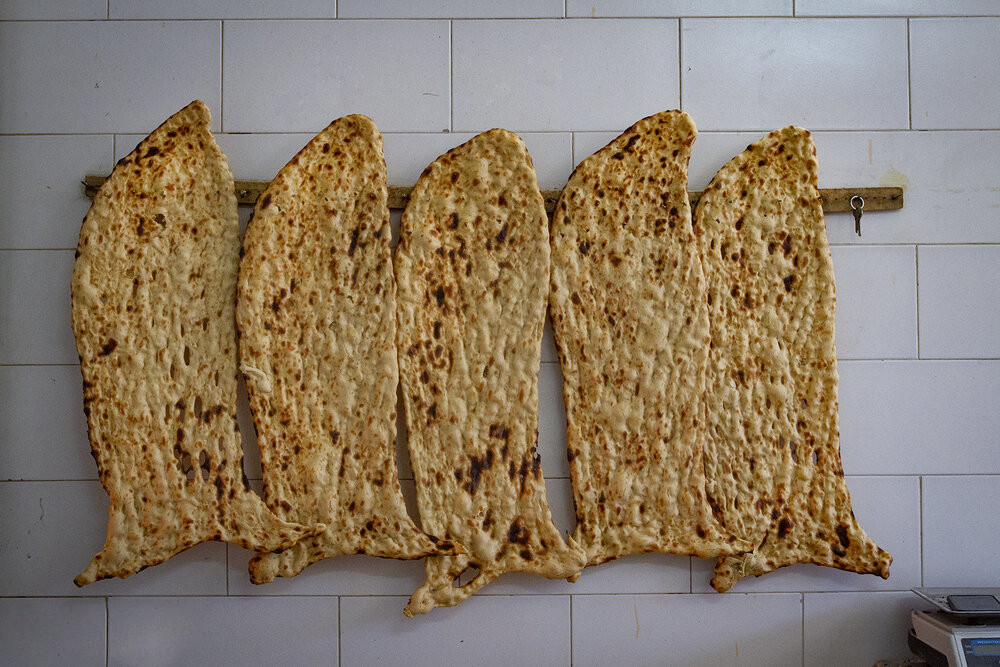
ナーネ・サンギャク

サンギャク（ペルシア語: سنگک, アゼルバイジャン語: səngək）は、イランやアゼルバイジャンの伝統的なパンである。ナーネ・サンギャク（ペルシア語: نان سنگک, ラテン文字転写: nān-e sangak）ともいう。小麦を練った生地にパン種を入れ発酵させて作る:70。形状は平たく、三角形か四角形につくる。

## 製造方法

サンギャク

11世紀の文献における言及が、サンギャクに関する最も古い言及である。昔のペルシア兵はおのおの、小石を詰めた袋を持っており、パン（ナーン）を焼くときにパン焼き窯にその石を並べたのがナーネ・サンギャクのはじまりとされる。このようにかつては軍兵の食糧であったとされるが、現代では、毎日の食卓に上る非常に身近な食べ物である。
焼く前に小麦粉に水を加えて練って作った生地にパン種を入れ、を2時間寝かせて発酵させる:70。その後、石の上に置いて焼く。焼き終わったら、生地にくっついた小石を取り除くため、生地を強くゆする:70。
パン焼き窯の熱した岩床の上に生地を置いて焼成するのがサンギャクの伝統的な作り方である。21世紀現代では、サンギャク作りはすでに近代化しており、生地に凹凸をつけて焼くための小石はそのような凹凸が設けられた鉄板に置き換えられている。
サンギャクは、プレーンのものと、ケシやゴマの実などをまぶして風味を加えたものとの2種類に大別できる。

## 食べ方
サンギャクは婚約の儀式の際に供される食べ物でもある。この場合のサンギャクは、ハチミツとゴマが振りかけられた大きなものが作られる。
サンギャクはよく、子羊肉の串焼きとともに食べられる。
現代では、サンギャクは、砂糖を入れた紅茶（牛乳等を入れないブラック・ティー）、羊の乳から作ったチーズであるパニール・リーグヴァーンとともに、朝食としてもよく食べられている。
現代のアゼルバイジャン共和国の圏内では常に食べられ続けていたが、ソビエト連邦の支配を受けるようになった1920年代以後、消費量が減った。ソ連の体制はパンの大量生産に最適化されたため、手作りのサンギャクは大量生産されたパンに代替された。隣国イランではこのようなことは起こらなかった。